# Аюши
А́юши (монг. Ард Аюуш, полное имя Алдаржавын Аюуш; 1858—1939) — руководитель аратского движения в юго-западной части Кобдоского округа Внешней Монголии в 1903—1917 годах.

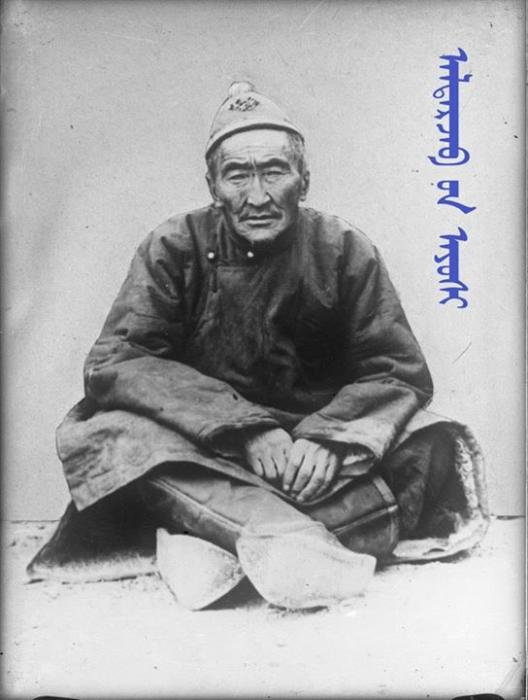

## Биография
Аюши родился в 1858 году в хошуне Дархана-бэйлэ Дзасагту-ханского аймака (современный сомон Цэцэг Кобдоского аймака), и был данником хошунного князя Манибазара. В 1903 году Аюши возглавил выступление аратов и мелких тайджи хошуна против несправедливостей князя в отношении его данников. В 1911—1917 годах продолжал борьбу против несправедливых действий князя и руководил борьбой местных аратов против колониального китайского гнёта. Впоследствии принимал активное участие в Народной революции 1921 года, состоял в руководстве послереволюционной Монголии.

## В популярной культуре
Героизм Аюши неоднократно служил в Монголии для создания художественных произведений, среди них:
- Фильм «Ард Аюуш» (Б. Соном)
- Опера «Ард Аюуш» (Б. Баасанжав)